# José Francisco Yunes Zorrilla
José Francisco Yunes Zorrilla (Perote, Veracruz, México; 25 de septiembre de 1969) es un político mexicano, miembro del Partido Revolucionario Institucional. Ha sido diputado federal en tres ocasiones y senador de la República de 2012 a 2018.

## Primeros años
José Francisco Yunes Zorrilla nació el 25 de septiembre de 1969 en Perote, Veracruz, México. Es hijo de José Yunes Suárez y de Ana María Zorrilla Fernández. De 1987 a 1991 estudió la licenciatura en administración en el Instituto Tecnológico Autónomo de México (ITAM), de 1993 a 1995 estudió la maestría en políticas públicas en la misma institución. Y en 1996 empezó a estudiar la maestría en administración pública en la Universidad de Columbia de Nueva York, Estados Unidos. Está casado con Alicia Silva Ocaranza, con quien tiene tres hijos.

## Trayectoria política
Se afilió al Partido Revolucionario Institucional (PRI) en 1987. De 1996 a 1997 fue asesor de la secretaría general de gobierno del Estado de Veracruz. En las elecciones estatales de 1997 fue electo como presidente municipal de Perote. Ocupó el cargo del 1 de enero de 1998 al 31 de diciembre de 2000. En las elecciones federales de 2000 fue electo como diputado federal por el distrito 9 del estado de Veracruz, con cabecera en Perote. Integró la LVIII Legislatura del Congreso de la Unión del 1 de septiembre de 2000 al 31 de agosto de 2003. Dentro del congreso fue secretario de la comisión de participación ciudadana.
En las elecciones estatales de Veracruz de 2004 fue electo como diputado del Congreso del Estado de Veracruz en representación del distrito 10. Fue integrante de la LX Legislatura del congreso estatal del 5 de noviembre de 2004 al 4 de noviembre de 2007. Dentro del congreso fue presidente de la comisión permanente de hacienda municipal. En las elecciones federales de 2006 fue postulado como senador de la República, sin conseguir el escaño en los comicios.
En las elecciones federales de 2009 volvió a ser electo como diputado federal por el distrito 9 de Veracruz. Dentro de la LXI Legislatura fue presidente de la comisión de desarrollo social. En las elecciones federales de 2012 volvió a ser postulado como senador de la República por el PRI. Fue electo para integrar la LXII y LXIII Legislatura del Congreso de la Unión desde el 1 de septiembre de 2012. Dentro del congreso fue presidente de la comisión de hacienda y crédito público.
El 4 de enero de 2018 pidió licencia de su cargo como senador para postularse como candidato a gobernador de Veracruz en las elecciones estatales de 2018. Su candidatura fue lanzada por la coalición «Por un Veracruz Mejor», integrada por el Partido Revolucionario Institucional y el Partido Verde Ecologista de México. En las elecciones celebradas el 1 de julio, Yunes Zorrilla quedó en tercer lugar, recibiendo 528 mil votos a su favor, equivalentes al 13.9% de los sufragios emitidos.
En las elecciones federales de 2021 fue electo por tercera ocasión como diputado federal por el distrito 9 de Veracruz. Dentro de la LXV Legislatura del congreso fue secretario de la comisión de hacienda y crédito público.
En 2023 se volvió a presentar como aspirante a la candidatura de su partido para la gubernatura, la cual fue decidida mediante una encuesta de popularidad entre seis aspirantes contemplados. El 24 de noviembre de 2023, el partido lo seleccionó como su candidato para las elecciones estatales de 2024. Su candidatura fue respaldada por la coalición «Fuerza y Corazón por México», integrada por el PRI, el Partido Acción Nacional (PAN) y el Partido de la Revolución Democrática (PRD).